# Philodryas olfersii
Philodryas olfersii — вид отруйних змій родини полозових (Colubridae). Мешкає в Південній Америці. Вид названий на честь німецького натураліста Ігнаца фон Олферса.

## Підвиди
Виділяють три підвиди:
- Philodryas olfersii olfersii (Lichtenstein, 1823);
- Philodryas olfersii herbeus (Wied, 1825);
- Philodryas olfersii latirostris (Cope, 1863).

## Поширення і екологія
Philodryas olfersii поширені від Колумбії, Венесуели і Гвіани через Бразилію до субтропічних районів Аргентини і Уругваю. Вони живуть в лісах і саванах, на висоті до 1700 м над рівнем моря. Ведуть деревний спосіб життя. Живляться ящірками, амфібіями, птахами і дрібними ссавцями. Відкладають яйця.